# Konrad Schmid (Theologe)
Konrad Schmid (* 23. Oktober 1965 in Zürich) ist ein Schweizer reformierter Theologe und Professor für Alttestamentliche Wissenschaft und Frühjüdische Religionsgeschichte an der Universität Zürich.

## Leben
Der Sohn des Zürcher Alttestamentlers Hans Heinrich Schmid (1937–2014) studierte evangelische Theologie an den Universitäten Zürich, Greifswald und München und wurde 1996 in Zürich promoviert. 1990 absolvierte er sein Vikariat in Lufingen und wurde 1991 ordiniert. Es folgten Assistenzjahre in Zürich. Im Jahr 1998 erfolgte seine Habilitation, während seiner Zeit als Oberassistent in Zürich 1997 bis 1999.
Von 1999 bis 2002 wirkte er als Professor für Alttestamentliche Theologie in Heidelberg. Seit 2002 ist er Professor für Alttestamentliche Wissenschaft und Frühjüdische Religionsgeschichte in Zürich. 2006 und 2016 lehrte er als Gastdozent am Theologischen Studienjahr, Dormitio-Abtei, Jerusalem. Das akademische Jahr 2006–2007 verbrachte er als Member in Residence am Center for Theological Inquiry (CTI) Princeton NJ. Von 2008 bis 2010 war er Dekan der Theologischen Fakultät der Universität Zürich.
2012 bis 2013 forschte er als Fellow des Israel Institute for Advanced Studies der Hebräischen Universität in Jerusalem in einer Gruppe zum Thema Convergence and Divergence in Pentateuchal Studies: Bridging the Academic Cultures between Israel, Europe, and North America. 2017 war er Member des Institute for Advanced Study, Princeton NJ. Seit 2017 ist er Vorsitzender der Wissenschaftlichen Gesellschaft für Theologie und Mitglied des Forschungsrats des Schweizerischen Nationalfonds. Er war von 2019 bis 2022 der 24. Präsident der IOSOT. 2020–2021 war er Fellow des Wissenschaftskollegs zu Berlin. 2022 war er Lady Davis Visiting Professor an der Hebrew University von Jerusalem.
2022 war er Speaker’s Lectures in Oxford und 2023 Ethel M. Wood Lecture am King’s College in London.
Seine Forschungsschwerpunkte sind die Literaturgeschichte des Pentateuch sowie das Jesaja- und Jeremiabuch. Schmid ist Mitherausgeber verschiedener Buchreihen und Zeitschriften, darunter Hebrew Bible and Ancient Israel.

## Ehrungen
- 1999: Scheuchzer Preis.
- 2018: Humboldt-Forschungspreis.[1]
- 2019: ERC Advanced Grant für das Projekt How God Became a Lawgiver (deutsch: Wie Gott Gesetzgeber wurde).[2]

## Familie
Konrad Schmid ist verheiratet mit der Historikerin, Theologin und Fernsehmoderatorin Brigitta Rotach Schmid, sie haben zwei Kinder.

## Werke (Auswahl)
- Buchgestalten des Jeremiabuches. Untersuchungen zur Redaktions- und Rezeptionsgeschichte von Jer 30–33 im Kontext des Buches (= Wissenschaftliche Monographien zum Alten und Neuen Testament (WMANT) Bd. 72). Neukirchen-Vluyn 1996, ISBN 3-7887-1608-8.
- Erzväter und Exodus. Untersuchungen zur doppelten Begründung der Ursprünge Israels in den Geschichtsbüchern des Alten Testaments (= Wissenschaftliche Monographien zum Alten und Neuen Testament (WMANT) Bd. 81). Neukirchen-Vluyn 1999, ISBN 3-7887-1717-3.
  - Englische Übersetzung: Genesis and the Moses Story. Israel’s Dual Origins in the Hebrew Bible. Winona Lake 2010, ISBN 978-1-57506-152-8.
- Literaturgeschichte des Alten Testaments. Eine Einführung. Darmstadt, 2008. ISBN 978-3-534-16521-6, 2. Auflage 2014. ISBN 978-3-534-25102-5.
  - Englische Übersetzung: The Old Testament. A Literary History. Minneapolis 2012, ISBN 978-0-8006-9775-4.
- Hiob als biblisches und antikes Buch. Historische und intellektuelle Kontexte seiner Theologie (= Stuttgarter Bibelstudien 219?). Stuttgart 2010, ISBN 978-3-460-03194-4.
- Schriftgelehrte Traditionsliteratur. Fallstudien zur innerbiblischen Schriftauslegung im Alten Testament (= Forschungen zum Alten Testament (FAT) Bd. 77). Tübingen 2011, ISBN 978-3-16-150860-8.
- Jesaja 1–23 (= Zürcher Bibelkommentare (ZBK) Bd. 19/1). Zürich 2011, ISBN 978-3-290-17605-1.
- Gibt es Theologie im Alten Testament? Zum Theologiebegriff in der alttestamentlichen Wissenschaft (= Theologische Studien (ThSt)(B) Bd. N.F. 7). Zürich 2013, ISBN 978-3-290-17806-2.
  - Englische Übersetzung: Is There Theology in the Hebrew Bible? (= Critical Studies in the Hebrew Bible (CrStHB) Bd. 4). Winona Lake 2015, ISBN 978-1-57506-351-5.
- (mit Jens Schröter:) Die Entstehung der Bibel. Von den ersten Texten zu den heiligen Schriften. C. H. Beck, München 2019, ISBN 978-3-406-73946-0.
- Das Exodusbuch heute lesen. TVZ, Zürich 2023, ISBN 978-3-290-18555-8.
- (mit Gotthard Schmid:) Die Evangelisch-reformierte Landeskirche des Kantons Zürich. Eine historische Kirchenkunde. TVZ, Zürich 2023, ISBN 978-3-290-18553-4 (von Konrad Schmid aktualisierte und erweiterte Ausgabe des Werks seines Grossvaters von 1954).